# Università telematica "Pegaso"
L'Università telematica "Pegaso" è un'università telematica privata italiana con sede legale a Napoli istituita nel 2006 con decreto e legalmente riconosciuta dal Ministero dell'istruzione, dell'università e della ricerca (MIUR).

## Storia
L'ente promotore di UniPegaso è una società per azioni del gruppo Multiversity S.p.A.
L'università è stata fondata con la forma giuridica di società per azioni da Danilo Iervolino.
Il 20 aprile 2006, l'ateneo ha ottenuto l'accreditamento ministeriale ed è stato autorizzato a istituire e attivare due corsi di laurea, in giurisprudenza e in scienze dell'educazione e della formazione. L'offerta formativa è stata successivamente ampliata.

## Struttura
L'ateneo si articola nei seguenti dipartimenti:
- Educazione, Scienze Umanistiche, Sociali e Sanitarie
- Giurisprudenza
- Economia
- Filosofia
- Ingegneria
- Informatica
- Lettere
- Sport
- Turismo

## Sedi
L'università dispone di oltre novanta sedi d'esame sul territorio italiano ed è convenzionata con centinaia di poli didattici denominati E-learning Center Point (ECP).
Fuori dall'Italia Pegaso è presente in numerosi Paesi sia tramite Pegaso International, società con sede legale a Malta, sia tramite Pegaso Online University, riconducibile direttamente alla Pegaso di Napoli.

## Rettori
- Riccardo Fragnito (2006-2010)
- Giovanni di Giandomenico (2010-2015)
- Alessandro Bianchi (2015-2019)
- Michele Corsi (2019-2023)
- Pierpaolo Limone (dal 9 gennaio 2023)[10][11]

## Direttori Generali
- David Vannozzi (dal 27 marzo 2023 ad oggi)

## Controversie giudiziarie
Nel 2019, Danilo Iervolino, Presidente e fondatore dell’Università, è stato coinvolto in un’indagine giudiziaria per un presunto caso di corruzione legato al Ministero del Lavoro. L'accusa principale riguardava l’assunzione presso l’Università Telematica Pegaso di Antonio Rossi come professore, figlio di Concetta Ferrari, funzionaria di rilievo del ministero. Questo incarico sarebbe stato un "compenso" per Ferrari, che avrebbe favorito, sfruttando il proprio ruolo, la scissione del patronato Encal-Inpal in due enti separati: Encal-Cisal e Inpal.
Questa scissione, inizialmente respinta dal ministero, avrebbe portato significativi benefici economici ai nuovi patronati. Iervolino avrebbe gestito l’operazione in collaborazione con Francesco Cavallaro, segretario generale della Cisal (condannato a cinque anni di carcere), e Mario Rosario Miele, collaboratore di Iervolino (condannato a due anni e otto mesi).
Francesco Fimmanò, direttore scientifico dell’Università Pegaso, è stato assolto, mentre Ferrari e altri coinvolti sono ancora sotto processo.